# Robert Ker (2e duc de Roxburghe)
Robert Ker, 2e duc de Roxburghe (c. 1709 - 20 août 1755) est un pair écossais.

## Biographie
Il est le fils unique de John Ker et de Mary Finch, fille de Daniel Finch de sa première femme, Essex Rich. Le 24 mai 1722, il est créé comte Ker, de Wakefield dans le comté de York, et baron Ker, de Wakefield dans le comté de York (tous deux dans la pairie de Grande-Bretagne).
Le 16 juin 1739, il épouse Essex Mostyn, sa demi-cousine, fille de Roger Mostyn, et Essex Finch, fille du comte de Nottingham susmentionné, par sa 2e épouse Anne Hatton. Ils ont cinq enfants :
1. John Ker
2. Essex Ker (née le 9 mars 1742 - morte en bas âge)
3. Essex Ker (née le 25 mars 1744), demoiselle d'honneur au mariage de la reine Charlotte, 1761, décédée célibataire
4. Mary Ker (née le 17 mars 1746), décédée non mariée
5. Robert Ker (27 août 1747 - 20 mars 1781).

Robert Ker hérite du titre de son père en 1741 et meurt en 1755. Son fils aîné, John, lui succède.